# 郑王弼
郑王弼（？—？），山西五台人，是一名清朝政治人物。进士出身。
郑王弼曾于1755年接替陶士伋任娄县知县一职，1756年由卢师武接任。